# حوض لوس أنجلوس

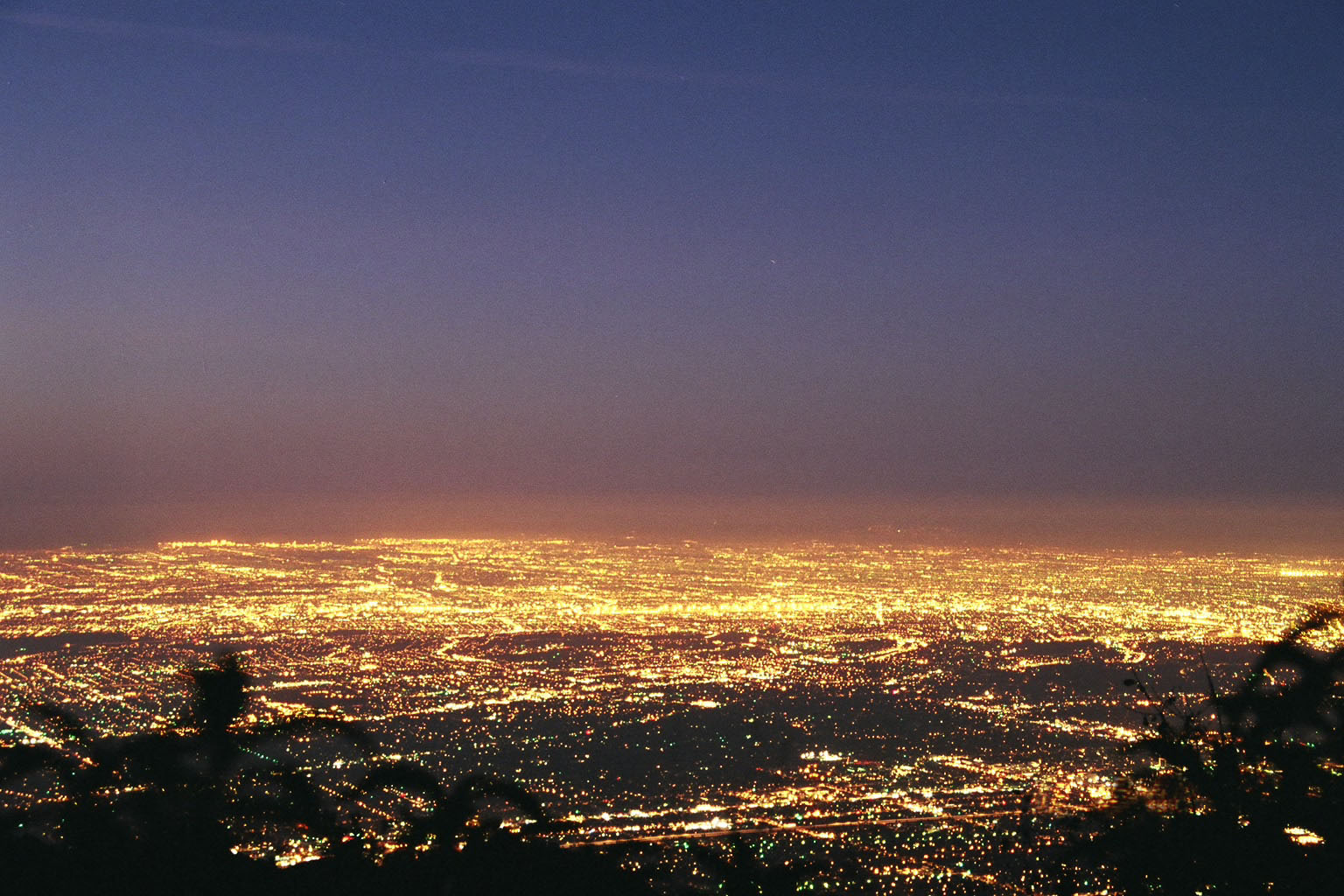
تم تصويرها وتحميلها بواسطة المستخدم: جغرافي. حوض لوس أنجلوس كما يُرى من جبل ويلسون عند الفجر، ١٢ ديسمبر ٢٠٠٢

حوض لوس أنجلس (بالإنجليزية: Los Angeles Basin، لوس أنجلس بايسن) هو منطقة جغرافية تقع في ولاية كاليفورنيا بالولايات المتحدة،يعرف أيضا بمصطلح (Greater los Angeles Bassin)"لوس انجلوس الكبرى"و هو منطقة ذات شكل حوضي تحيط بها سلسلة جبال سانتا مونيكا وسان جابرييل و سانت بيرناردينو.
يتكون الحوض من سهول ووديان ونهر لوس انجلوس و نهر سان جابرييل.يعتبر حوض لوس انجلوس منطقة حضرية كبيرة، وتعتبر مركزا مهما للثقافة و الاقتصاد و الصناعة في ولاية كاليفورنيا و حتى في المستوى الوطني.
يضم المنطقة مدينة لوس انجلوس،التي هي أكبر مدينة في ولاية كاليفورنيا وثاني أكبر مدينة في الولايات المتحدة من حيث عدد السكان.بالإضافة إلى ذلك،تضم المنطقة العديد من المدن الكبرى الأخرى مثل لونغ بيتش و سانتا أنا و أنهايم و بوربانك و غيرها.
يعتبر حوض لوس انجلوس مركز للصناعات الترفيهية مثل السينيما و التلفزيون و الموسيقى،ويضم العديد من استديوهات الأفلام و محطات الإذاعة و شركات الإنتاج الكبرى، كما يتمتع بتنوع ثقافي كبير، و يضم مجموعة متنوعة من الأحياء و المجتمعات و الثقافات المختلفة.

## مساحته
مساحة حوض لوس أنجلوس تتراوح حوالي 10,000 كيلومتر مربع(حوالي 3,800ميل مربع).يتضمن هذا الرقم مساحة السهول و الوديان والمناطق المحيطة بالمدن المختلفة في المنطقة.

## موقعه الإستراتيجي
حوض لوس انجلوس يحتل موقعا استراتيجيا في جنوب ولاية كاليفورنيا بالولايات المتحدة.إليك بعض النقاط التي تبرز موقعه الإستراتيجي:
1. واجهة المحيط الهادئ:يقع حوض لوس انجلوس على ساحل المحيط الهادئ،مما يمنحه وصولا سهلا إلى المياه العميقة ،و يسهل من عمليات الشحن و التجارة البحرية،وهذا يجعله ميناءا مهما و نقطة دخول التجارة البحرية مع آسيا و باقي العالم .
2. قربه من الحوض الصناعي:يتمتع حوض لوس انجلوس بقريه من الحوض الصناعي الكبير في جنوب كاليفورنيا،وهذا يجعله موقعا مثاليا للصناعات المتنوعة مثل الصناعة العسكرية و التكنولوجية،و صناعة السيارات و الطيران و الترفيه.حوض لوس انجلوس.
3. قربه من الحوض السكاني الكبير:يحيط حوض لوس انجلوس بمنطقة حضرية كبيرة تضم مدينة لوس انجلوس و العديد من المدن الكبرى الأخرى ،و هذا يعني وجود سوق عملي قوي و فرص إقتصادية كبيرة للشركات و الأعمال التجارية

## الإتصالات والنقل
يحظى حوض لوس انجلوس ببنية تحتية متطورة فيما يتعلق بالنقل و الإتصالات ،يضم نظاما متكاملا للطرق و الجسور و المطارات و شبكة النقل العام مما يسهل التنقل و التواصل داخل المنطقة ومع العالم الخارجي
أهميته و مميزاته:
حوض لوس انجلوس له أهمية وميزة كبيرة من العديد من النواحي من ضمنهم:
الاقتصاد :يعتبر حوض لوس انجلوس منطقة إقتصادية قوية،تتواجد فيه العديد من الشركات الكبرى و الصناعات المتنوعة،مثل صناعة الأفلام و التلفزيون و التكنولوجيا ،و الموضة ،و الصناعات الإبداعية ،يساهم في دعم الإقتصاد المحلي و توفير فرص العمل للملايين من السكان
الثقافة و الفنون
عتبر حوض لوس انجلوس واحدة من عواصم الفن و الثقافة في العالم،توجد به العديد من المتاحف و المعارض و المسارح و المواقع الترفيهية ،و تستقطب الفنانين و المبدعين من جميع أنحاء العالم،يعد حوض لوس انجلوس مصدرا للإلهام و التأثير في المجال الثقافي و الفني .
السياحة
يجتذب حوض لوس انجلوس العديد من الزوار من جميع أنحاء العالم،تشمل المعالم السياحية الشهيرة في المنطقة هوليوود و شاطئ سانتا مونيكا و منتزه جريفيث و قرية غيتي،و القلعة الهولندية و غيرها الكثير ،يوفر الحوض تجربة متنوعة للسياح في مجالات الثقافة و الترفيه و التسوق و الطبيعة.
في الأخير،حوض لوس انجلوس يتمتع باقتصاد قوي و متنوع يساهم في تنمية المنطقة و توفير فرص العمل ،يعتبر مركزا للصناعات الإبداعية و التكنولوجيا و الترفيه،و يضم قطاعات متنوعة مثل صناعة الأفلام و التلفزيون و التصميم و التكنولوجيا و البحث و التطوير ،كما يحظى بتراث ثقافي غني و تنوع ثقافي ملحوظ ،و بفضل موقعه الاستراتيجي و الإتصالات المتقدمة ،يعدحوض لوس انجلوس مركزا مهما للتجارة و الإستثمار و السياحة .إن إقتصاد حوض لوس انجلوس يلعب دورا هاما في الإقتصاد العالمي، و يجعله واحدا من أهم المناطق الإقتصادية في العالم.